# コウボウシバ
コウボウシバ Carex pumila はカヤツリグサ科スゲ属の植物の1つ。海岸性で砂浜に生える。シオクグに似ているが背が低いことで区別できる。ただし紛らわしい場合もある。

## 特徴
背の低い多年生の草本。地下には横に走る長い根茎があり、地上茎は間を置いて出る。葉は細長く、花茎より長く伸び、幅は2-5mmで、深緑色をしており、縁はざらつく。基部には葉身のない葉鞘がある。基部の葉鞘は朱紫色をしており、糸網を持つ。
花期は5-6月。花茎は高さ10-30cmほどで、断面は3稜形をしており、ざらつくというが、ざらつかないとの記述が多い。花序は頂小穂が雄性で、その下に続いて2-4個の雄小穂があり、さらにその下に2-3個の雌小穂がある。雄小穂は上を向き、花茎に沿って伸び、雌小穂はやや下方に集中して付く。花茎の苞は葉状の葉身が長く発達し、基部には短い鞘がある。先端部に集まる雄小穂は線形から棍棒状で長さ2-3cm、柄がある。雄花鱗片は黒褐色で先端は鋭く尖る。雌小穂は短い柱状で長さ1.5-3cm、柄があり、果胞は密集して付く。雌花鱗片は果胞とほぼ同じ長さで、全体に褐色で中肋は緑色、先端は鋭く尖るか中央が芒として突き出す。果胞は長卵形で長さ6-8mm、脈は数多く、表面は無毛で光沢がある。先端部は次第に狭まって短い嘴の形に突き出し、その先端には鋭い2歯がある。また果胞の膜は非常に厚くなって厚膜質、乾燥すると褐色になる。果胞はコルク質である点は、海岸性のこの種が海流分散によって分散することに適応しているのだと考えられる。
和名は同じスゲ属でやはり海岸砂地に生えるコウボウムギ C. kobomugi に対して名付けられたもので、実の大きい方を弘法麦としたのに対して、実の小さい方を弘法芝と呼んだとのこと。

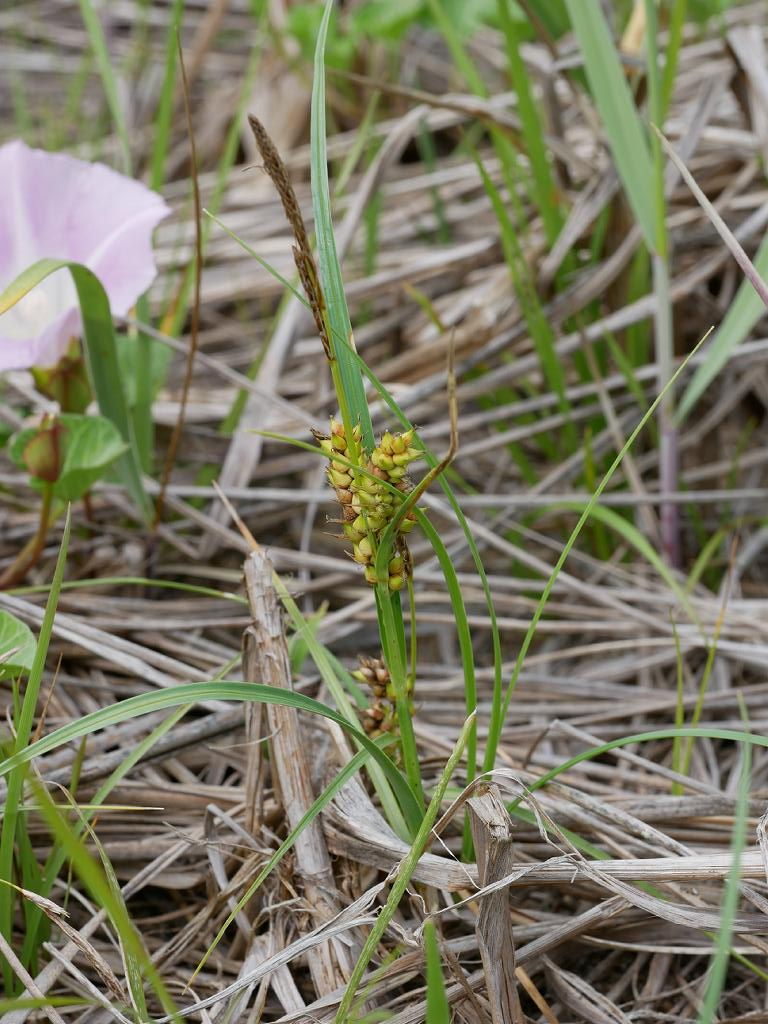
花茎の様子
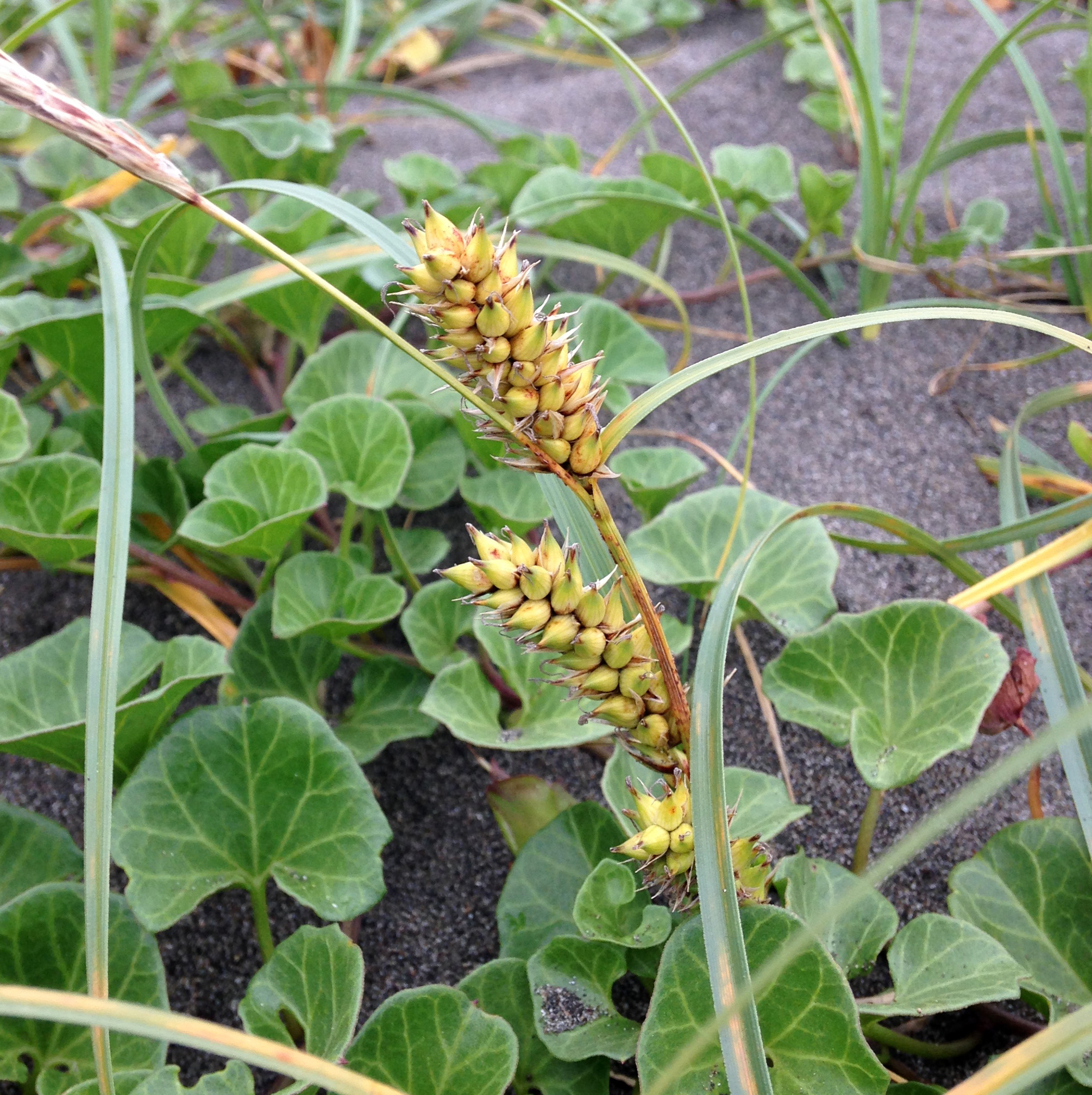
雌小穂の様子
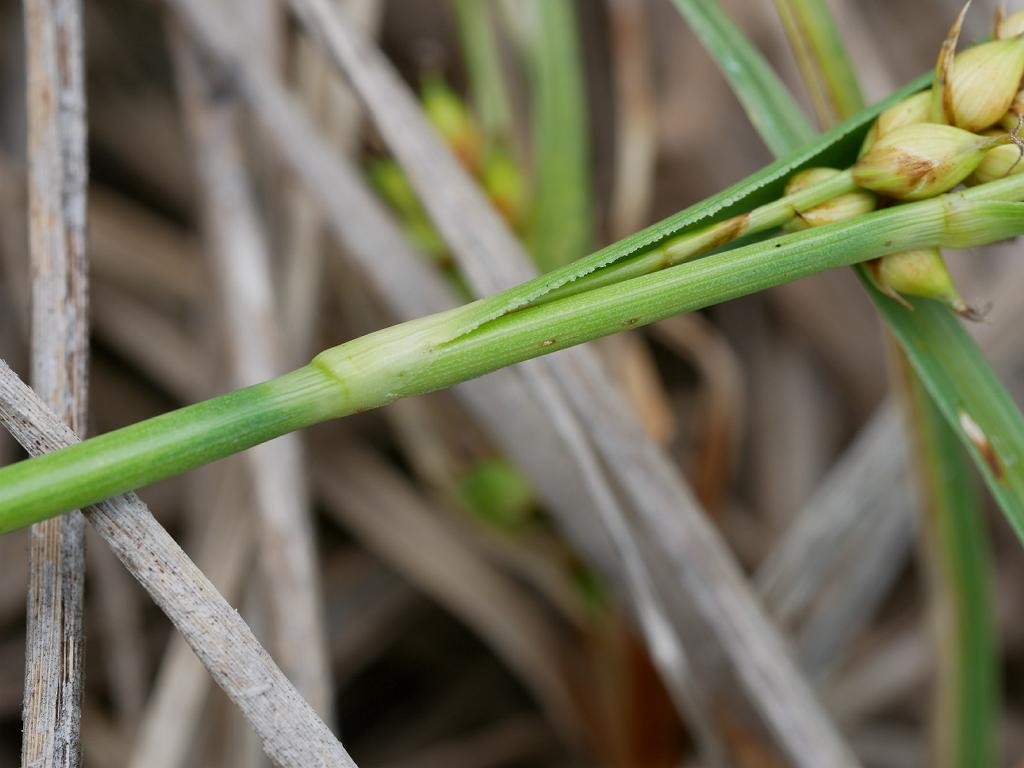
小穂基部の苞 わずかだが鞘がある

## 分布と生育環境
日本では北海道から琉球列島にまで広く見られる。世界的には東アジアからオーストラリアまで、それに南アメリカのチリから知られる。
海岸の砂地に生える。まれには礫浜に出ることもあり、また水がしみ出るような湿った砂浜では大きくなり、密生することもある。その他、まれに海岸でなく内陸奥の湖畔の砂地で見ることがあり、例えば日光の中禅寺湖の湖畔にあるのはその例である。
果包がコルク質で水に浮きやすく、海水中で2ヶ月以上も浮かんでいることができるという。これによって海流分散するものである。

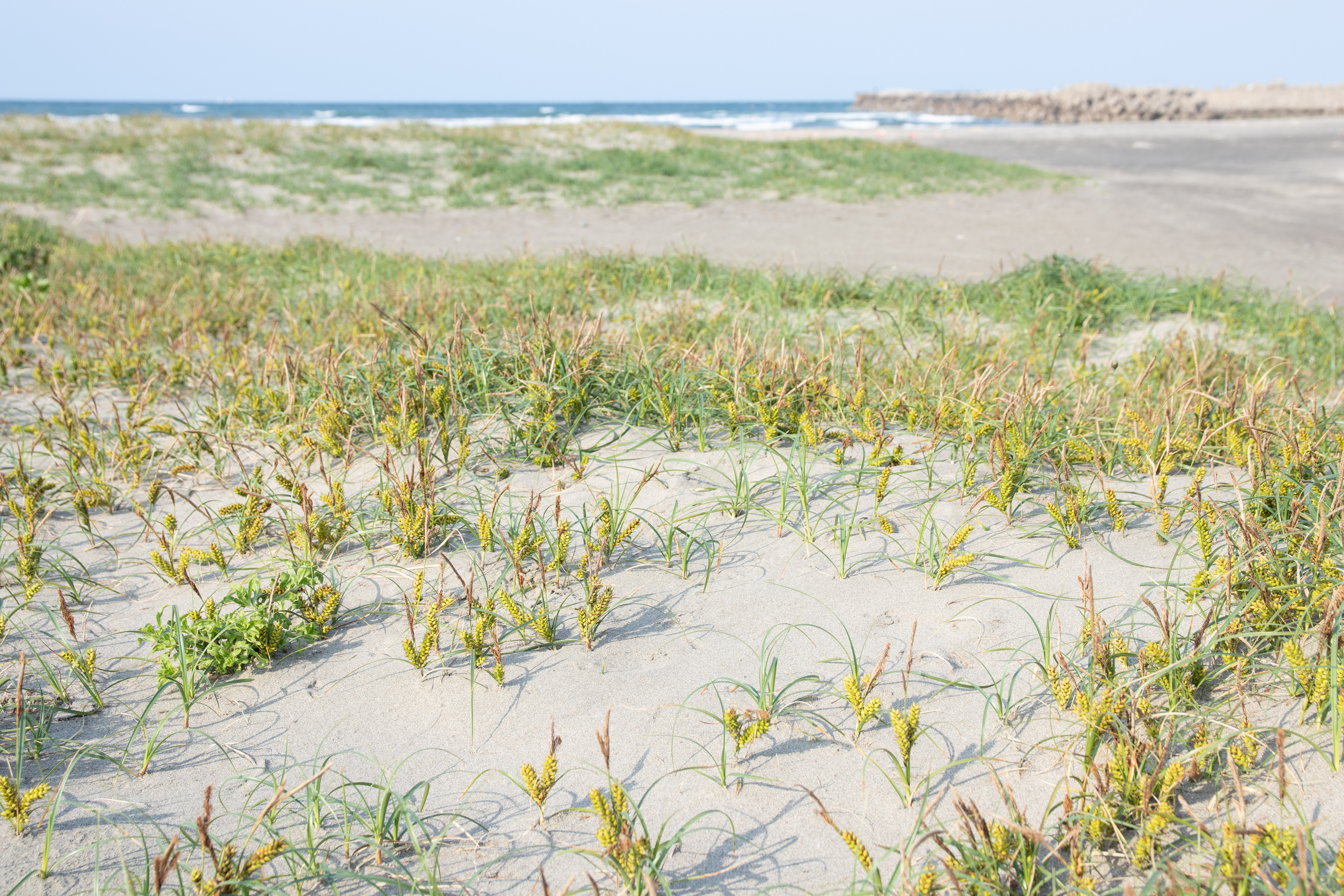
砂浜に一面に群落を作る
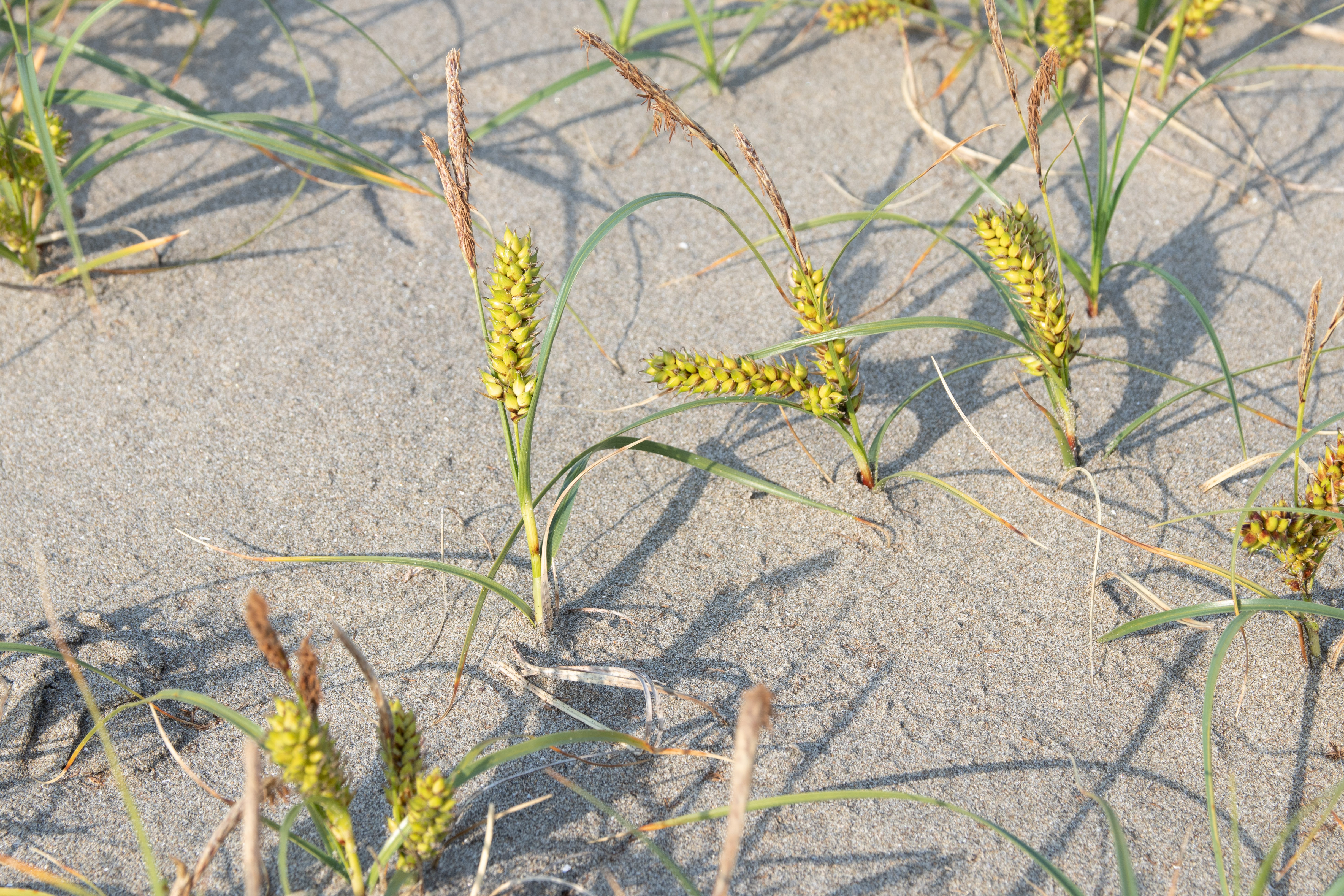
間を置いて茎が出る

## 分類・類似種など
本種は複数の雄小穂を持ち、コルク質で大型の果胞をつけるなどの特徴からシオクグ節 Sect. Paludosae に分類されている。同じ節のものとしては日本に4種がある。いずれも本種よりはるかに背が高くなる。シオクグ C. scabrifolia は干潟に生え、やはり日本に広く見られる。オオクグ C. rugulosa はやはり河口湿地などに出て、四国、九州北部以北、より北寄りに見られる。ワンドスゲ C. argyi は河口域などに出て、日本では極めて限られた分布を示す。ちなみにこれらはすべて国外に広い分布域を持つ。
砂浜で見られるスゲとしてはコウボウムギ C. kobomugi が有名で、北海道ではこれとエゾノコウボウムギ C. macrocephala も地域によって出現する。この2種は互いによく似ており、本種と混成することもある。穂が出ている場合には区別は簡単で、コウボウムギ類はスゲ属では珍しい雌雄で別の穂を出すものであるし、果胞の形も大きくて鋭くとがった独特のものなので本種と混同することはない。葉だけの場合、コウボウムギ類は葉幅が4-8mmと本種より幅広く、また普通は黄緑色なのでやはり区別は容易である。
むしろやっかいなのはシオクグとの区別で、シオクグはもちろん同じ節なので多くの特徴が共通している。普通にはシオクグは背丈が50cmにもなり、本種よりかなり大柄なのであるが、シオクグも背の低いものは30cmほどのものがあり、他方でコウボウシバも湿った場所に生育した場合には背丈が伸びて30cm程度にまでなる。そうなると果胞の大きさも形もさほど変わらず、区別は難しくなる。星野他(2002)では背丈以外の区別点としてシオクグは小穂の基部にある苞に鞘がないこと、雌小穂が互いに離れて付くこと、雌花鱗片があまり色づかないことを区別点として取り上げ、勝山(2015)は雌小穂の位置関係の他に雌花鱗片が長いこと、果胞の嘴部が本種では徐々に狭まることを挙げている。

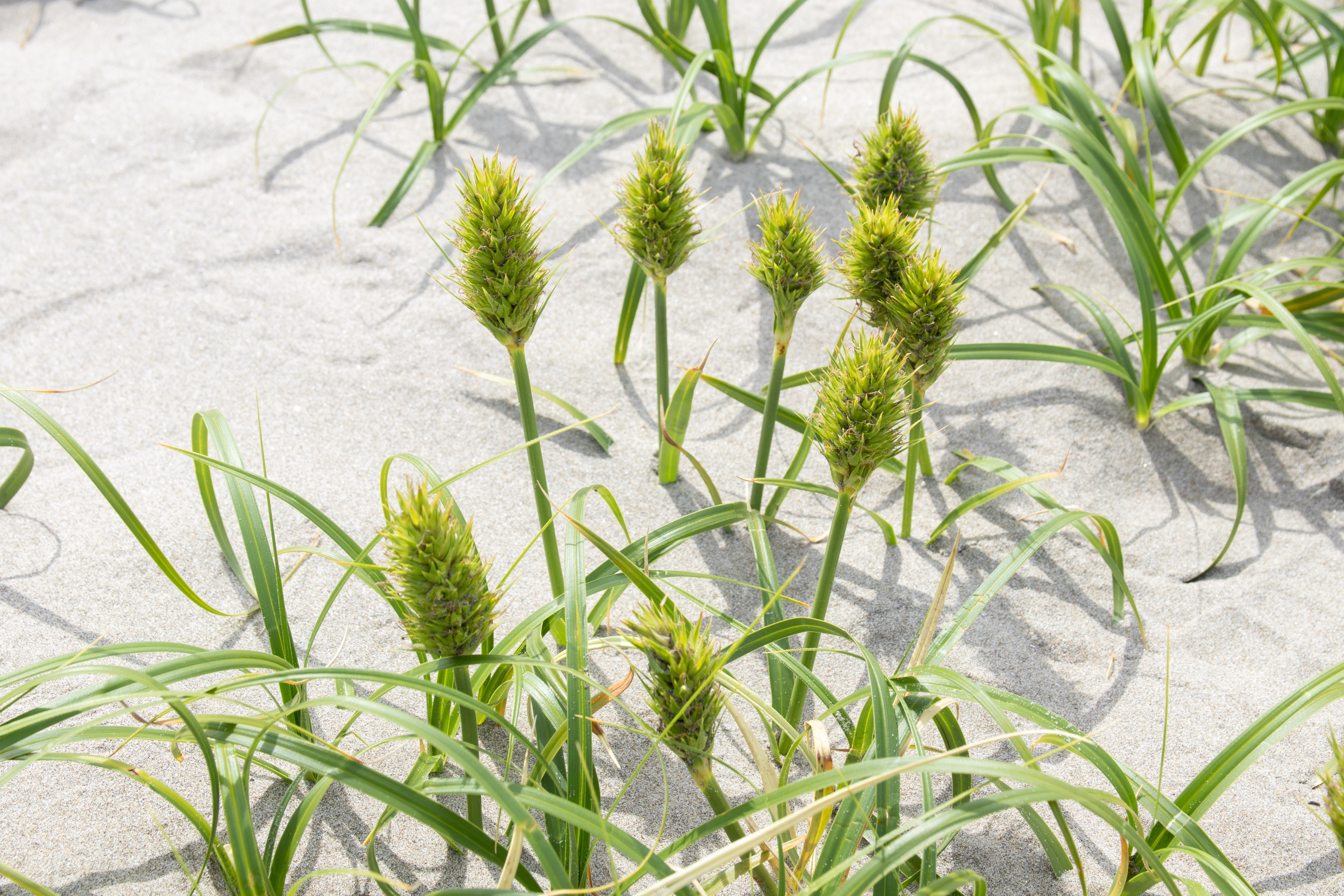
コウボウムギ
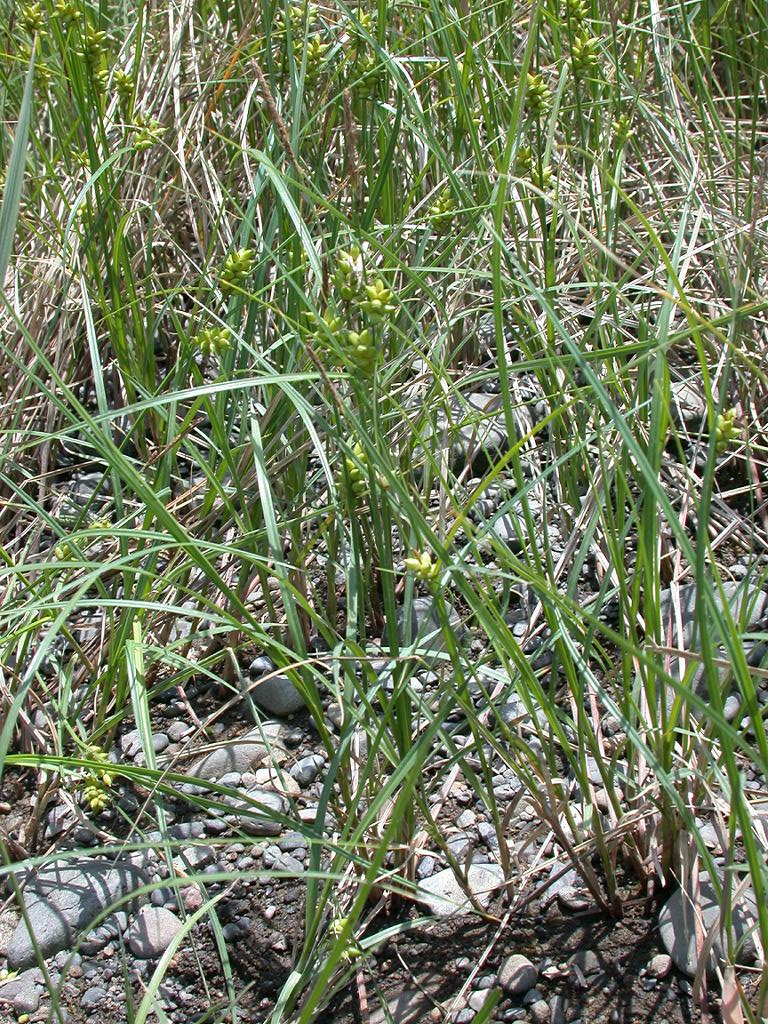
シオクグ
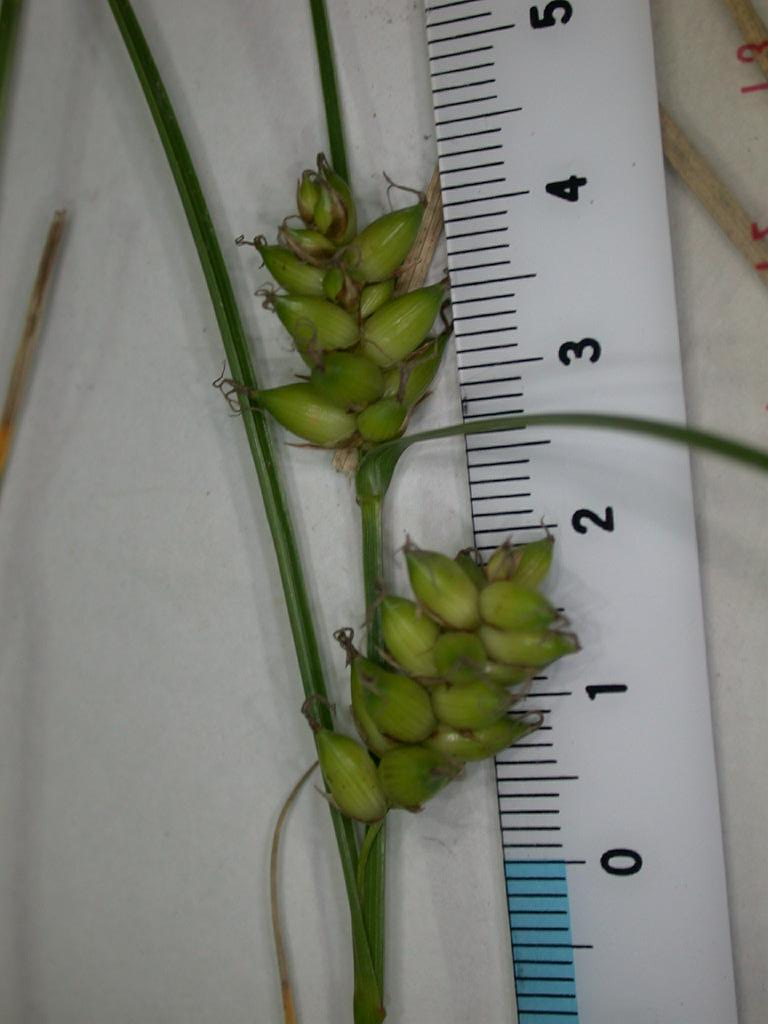
同、雌小穂と苞

## 保護の状況
環境省のレッドデータブックには取り上げられていない。東京都で準絶滅危惧、熊本県と沖縄県で絶滅危惧I類に指定されている。
この種そのものは比較的各地で普通に見られるため、特に指定しない地域が多いと思われる。しかし本種が海岸砂浜特有のものであり、海岸線の開発などで脅かされがちな環境と言える。開発工事などによる減少を危惧する声はあり、本種が主となる群落を絶滅危惧に指定している地域がかなりある。